# Sarah Lancaster
Sarah Lancaster (Overland Park, 12 febbraio 1980) è un'attrice statunitense.
È nota per il ruolo di Madison Kellner in Everwood e di Ellie Bartowski in Chuck.

## Biografia
Sarah Lancaster è nata e cresciuta a Overland Park, Kansas, accanto al fratello minore Daniel; i genitori Barbara e Michael erano una casalinga e un agente immobiliare.
Il padre di Sarah è costretto a spostarsi per lavoro a Mission Viejo, California.
Durante questo periodo, è stata seguita sul set ed ha seguito i corsi al college presso l'Università della California, Irvine per abbreviare il suo passaggio dalla scuola superiore. Dopo la laurea in New Hart Jr Alta, si trasferì a Los Angeles per promuovere la sua carriera.
Ha interpretato diversi ruoli da guest star in serie per la TV come: Dawson's Creek, Scrubs, CSI:Crime Scene Investigation, A proposito di Brian.

## Filmografia

### Attore

#### Cinema
- Michael Landon, the Father I Knew, regia di Michael Landon Jr. (1999)
- Sorority, regia di Troy Miller (1999)
- La dolce ossessione di Debbie (Teacher's Pet), regia di Marcus Spiegel (2000)
- Viale dei delitti (Lovers Lane), regia di Jon Steven Ward (2000)
- Prova a prendermi (Catch Me If You Can), regia di Steven Spielberg (2002)
- Mamma ho perso il lavoro (Smother), regia di Vince Di Meglio (2008)
- The Good Doctor, regia di Lance Daly (2011)
- The Judge, regia di David Dobkin (2014)
- Innamorarsi a Sugarcreek (Love finds you in Sugarcreek), regia di Terry Cunningham (2014)
- Christmas in the Smokies, regia di Gary Wheeler (2015)
- The Terror of Hallow's Eve, regia di Todd Tucker (2017)
- The Stray, regia di Mitch Davis (2017)
- Blue Ridge, regia di Brent Christy (2020)

#### Televisione
- Bayside School (Saved by the Bell) - serie TV, 79 episodi (1993-1996)
- E vissero infelici per sempre (Unhappily Ever After) - serie TV, episodio 3x17 (1997)
- Sabrina, vita da strega (Sabrina, the Teenage Witch) - serie TV, episodio 2x04 (1997)
- Night Man - serie TV, episodio 1x05 (1997)
- Pacific Blue - serie TV, episodio 3x22 (1998)
- Conrad Bloom - serie TV, episodio 1x07 (1998)
- Rescue 77 - serie TV, episodio 1x03 (1999)
- Undressed - serie TV, 13 episodi (1999)
- Zoe, Duncan, Jack and Jane - serie TV, episodio 2x02 (2000)
- Dawson's Creek - serie TV, episodio 3x19 (2000)
- Progetto Mercury (Rocket's Red Glare), regia di Chris Bremble - film TV (2000)
- Cruel Intentions 2, regia di Roger Kumble - video (2000)
- Boston Public - serie TV, episodio 2x12-2x20 (2002)
- Dharma & Greg - serie TV, episodio 5x09 (2001)
- Off Centre - serie TV, episodio 2x01 (2002)
- That '70s Show - serie TV, episodio 5x06 (2002)
- Half & Half - serie TV, episodio 1x09-1x11 (2002)
- Scrubs - Medici ai primi ferri (Scrubs) - serie TV, episodio 2x10-2x12-5x23 (2002)
- CSI - Scena del crimine (CSI: Crime Scene Investigation) - serie TV, episodio 3x18 (2003)
- Everwood - serie TV, 20 episodi (2003)
- Settimo cielo (7th Heaven) - serie TV, episodio 7x16 (2003)
- Six Feet Under - serie TV, episodio 3x01 (2003)
- Dr. Vegas - serie TV, 10 episodi (2004)
- Vivere con il nemico (Living with the Enemy), regia di Philippe Gagnon - film TV (2005)
- Four Kings - serie TV, episodio 1x02 (2006)
- A proposito di Brian (What About Brian) - serie TV, 17 episodi (2006)
- Hawthorne - Angeli in corsia (Hawthorne) - serie TV, episodio 1x08 (2009)
- Straight White Male, regia di Jeff McCracken - film TV (2011)
- Chuck - serie TV, 91 episodi (2007-2012)
- Un bacio sotto l'albero (Fir Crazy), regia di Craig Pryce – film TV (2013)
- Una tata sotto copertura (Along Came a Nanny), regia di Michael Scott - film TV (2014)
- Le streghe dell'East End (Witches of East End) - serie TV, 4 episodi (2014)
- Revenge - serie TV, episodio 4x16 (2015)
- 'Tis the Season for Love, regia di Terry Ingram - film TV (2015)
- Code Black - serie TV, episodio 2x09 (2016)
- Natale a Holly Lane (Christmas on Holly Lane), regia di Michael Scott - film TV (2018)

### Regista
- Josie & Jack (2019)

## Doppiatrici italiane
Nelle versioni in italiano delle opere in cui ha recitato, Sarah Lancaster è stata doppiata da:
- Giò Giò Rapattoni in CSI - Scena del crimine
- Laura Romano in A proposito di Brian
- Deborah Ciccorelli in Everwood
- Domitilla D'Amico in Scrubs - Medici in prima linea
- Ilaria Latini in Le streghe dell'East End
- Stella Musy in Una tata sotto copertura
- Barbara Villa in The Judge
- Sabrina Duranti in Chuck
- Georgia Lepore in Code Black
- Daniela Abbruzzese in Natale a Holly Lane